# Odon (władca Franków)
Odon, Eudes (ur. ok. 860, zm. 1 stycznia 898) – hrabia Paryża, król zachodniofrankijski od 888. Syn Roberta Mocnego i Adelajdy, starszy brat Roberta I. 

## Życiorys
Po dowodzeniu zwycięską obroną podczas oblężenia Paryża przez wikingów został wybrany królem zachodniofrankijskim. Podczas oblężenia tego miał utracić prawą rękę, zlecił jednak, by wykonano dlań w jej miejsce metalową protezę i – jak zaświadcza kronikarz Abbon – nie była ona mniej sprawna od dawnej dłoni.
Jego agnaci walczyli w Galii z Karolingami o władzę. W końcu Hugo Kapet ostatecznie pozbawił władzy Karolingów i rozpoczęło się panowanie nowej dynastii – Kapetyngów.

## W kulturze

### Gry wideo
- Postać Odona pojawia się w dodatku Siege of Paris do gry Assassin's Creed Valhalla[3]
- W serii Crusader Kings jednym z grywalnych władców jest Eudes Robertine, przedstawiony jako hrabia Anjou[4]. W Crusader Kings III zaczynając grę jako Odon, można wykonać specjalne osiągnięcie Kings to the Seventh Generation[5].

### Seriale
Postać Odona pojawia się w serialu Wikingowie, gra go Owen Roe.